# Iérjino
Iérjino (en rus: Ержино) és un poble de l'óblast de Tula, a Rússia, segons el cens del 2010 tenia 254 habitants.